# ژان لوک لو ماگرس
ژان لوک لو ماگرس (انگلیسی: Jean-Luc Le Magueresse؛ زادهٔ ۲۵ آوریل ۱۹۶۱) بازیکن فوتبال سابق اهل فرانسه است که در پست مدافع بازی می‌کرد.
از باشگاه‌هایی که در آن بازی کرده‌است می‌توان به باشگاه فوتبال استاد برستوا ۲۹، باشگاه فوتبال گنگام، و باشگاه فوتبال لانس اشاره کرد.